# Île Vega
Pour les articles homonymes, voir Vega (homonymie).
Cet article concerne une île de l'Antarctique. Pour l'île norvégienne, voir Archipel de Vega.
L'île Vega est une petite île de l'archipel de James Ross située au nord-ouest de l'île James Ross, à l'est de la péninsule de la Trinité, région nord de la péninsule Antarctique (terre de Graham).
Le cap Lamb marque la pointe sud-ouest de l'île.
C'est sur cette île que fut découvert le fossile d'un oiseau du Crétacé, nommé Vegavis en l'honneur du site où il fut trouvé.

## Expédition Antarctic
Lors de l'expédition suédoise Antarctic, c'est sur l'île Vega que se fera la jonction de deux des trois groupes de l'expédition : Johan Gunnar Andersson et deux compagnons, débarqués sur la péninsule de la Trinité, après avoir attendu le moment propice dans la baie Hope où ils construiront un abri de survie, parviendront à retrouver, par hasard, le chef de l'expédition Otto Nordenskjöld. La rencontre eut lieu, le 12 octobre 1903, à 70 km de Snow Hill où se situait le camp de base. Nordenskjöld, qui ne savait rien de l'envoi d'un groupe à sa rencontre, ne reconnut pas, dans un premier temps, Andersson et ses compagnons tant les trois hommes étaient crasseux.
Le cap où eut lieu la jonction fut baptisé "de la bonne rencontre" (de) en souvenir de cet événement.